# Wał kutnowski
Wał kutnowski, segment kutnowski – jednostka geologiczna w środkowej Polsce, rozciągająca się z północnego zachodu na południowy wschód, od okolic Włocławka do Łodzi.
Wg autorów Regionalizacji tektonicznej Polski jednostka ta wchodzi w skład segmentu kujawskiego.

## Położenie geologiczne
Wał kutnowski jest środkową częścią antyklinorium środkowopolskiego. Od południowego zachodu graniczy z synklinorium szczecińsko-łódzko-miechowskim, od północnego wschodu z synklinorium brzeżnym, od północnego zachodu łączy się z wałem kujawskim, a od południowego wschodu z mezozoicznym obrzeżeniem Gór Świętokrzyskich.

## Budowa geologiczna
Wał kutnowski jest wypiętrzeniem na którym pod osadami kenozoicznymi występują poziomo zalegające utwory marglisto-wapienne jury górnej. Pod nimi zalegają osady jury środkowej, dolnej, triasu i permu.
W obrębie wału kutnowskiego występuje szereg mniejszych jednostek: antyklina Kłodawy, antyklina Gostynina, antyklina Gielniowa i antyklina Sulejowa.
Na obszarze wału kutnowskiego zaznacza się tektonika solna. Są to diapir Kłodawy, Łubień, Łanięta, diapir Rogoźna i brachyantyklina Ciechocinka.

## Położenie geograficzne
Geograficznie wał kutnowski stanowi głębokie podłoże środkowej części Niżu Polskiego − centralnej części Nizin Środkowopolskich i zachodniej części Wzniesień Południowomazowieckich.

## Nadkład
Nadkład wału tworzą osady paleogenu, neogenu i czwartorzędu.